# WAS-2122 Reka
Der ВАЗ-2122 «Река», deutsche Transkription WAS-2122 „Reka“, auch als River, von russisch Река, zu Deutsch Fluss, bezeichnet, ist ein Amphibienfahrzeug des Automobilherstellers AwtoWAS, das in den 1970er-Jahren auf Basis des Niwas entwickelt wurde. Gedacht war der Wagen als Armeefahrzeug und obwohl er bis zur Serienreife entwickelt wurde, fand keine Serienproduktion statt. Das Projekt WAS-2122 wurde 1987 eingestellt.
Unter dem Projektnamen Reka sollte ein schwimmfähiges Militärfahrzeug entwickelt werden. Erste Prototypen waren 1976 fahrbereit und wurden ausgiebig getestet. Es stellte sich heraus, dass die Fahrzeugmasse zu groß war, sodass ab 1978 der Wagen kompakter und leichter konstruiert wurde. Als Motor sollte ein 1,3-Liter-Motor eingesetzt werden. Die erste seriennahe Version war 1983 fertiggestellt und wird als Serie 400 bezeichnet, die Bezeichnung hätte nach altem Schema eigentlich WAS-4E2122 lauten müssen. Es folgte 1985 die Serie 500, von der zehn Exemplare gebaut wurden. Einige Fahrzeuge davon wurde für Tests an die Sowjetarmee übergeben. 1987 folgten drei Fahrzeuge der Serie 600, die für eine Serienproduktion geeignet gewesen wäre. Das Projekt WAS-2122 wurde jedoch wegen fehlender finanzieller Mittel eingestellt. Insgesamt entstanden 22 Prototypen.

## Technische Daten
| Type                                  | WAS-2122, Serie 600 |
| Länge                                 | 3714 mm |
| Breite                                | 1678 mm |
| Höhe                                  | 1680 mm |
| Radstand                              | 2200 mm |
| Höchstgeschwindigkeit                 | 110 km/h |
| Bereifung                             | 175–400 mm (6,95–16 in) |
| Motortype                             | WAS-21011, längs eingebaut                                                                                                  |
| Bauart                                | Reihenvierzylinder, Otto, Vergaser, obenliegende Nockenwelle                                                                |
| Hubraum                               | 1294 cm3 |
| Nennleistung nach GOST 14846          | 44 kW bei 5600 min−1 |
| Bordspannung des elektrischen Systems | 12 V |
| Getriebe                              | Vierganggetriebe mit zweistufiger Untersetzung                                                                              |
| Radaufhängung vorn                    | Einzelradaufhängung an Doppelquerlenkern, Schraubenfedern                                                                   |
| Radaufhängung hinten                  | Starrachse an Längslenkern und Panhardstab mit Schraubenfedern                                                              |
| Bremsanlage                           | Hydraulisches Zweikreisbremssystem mit Saugrohrunterdruckbremskraftverstärker, vorne Scheibenbremsen, hinten Trommelbremsen |
| Antriebsart                           | Allradantrieb |
| Antrieb im Wasser                     | Räder, kein Propeller |